# Liste du patrimoine mondial en Papouasie-Nouvelle-Guinée
Cet article recense les sites inscrits au patrimoine mondial en Papouasie-Nouvelle-Guinée.

## Statistiques
La Papouasie-Nouvelle-Guinée (Papouasie-Nouvelle-Guinée pour l'UNESCO) accepte la Convention pour la protection du patrimoine mondial, culturel et naturel le 28 juillet 1997. Le premier site protégé est inscrit en 2008.
En 2013, la Papouasie-Nouvelle-Guinée compte 1 site inscrit au patrimoine mondial, culturel. 
Le pays a également soumis 7 sites à la liste indicative, 

## Listes

### Patrimoine mondial
Le site suivant est inscrit au patrimoine mondial.
| Id. | Bien                        | Province                   | Année | Superficie (ha) | Critères et notes     | Coordonnées                  | Illus. |
| --- | --------------------------- | -------------------------- | ----- | --------------- | --------------------- | ---------------------------- | ------ |
| 887 | Ancien site agricole de Kuk | Hautes-Terres occidentales | 2008  | 116             | Culturel, (iii), (iv) | 5° 47′ 02″ S, 144° 19′ 55″ E |        |

### Liste indicative
Les biens suivants sont proposés sur la liste indicative du pays en 2024.  Les noms fournis par la Papouasie-Nouvelle-Guinée sont en anglais : les traductions en français sont données ici à titre indicatif.
| Id.  | Bien                                                                               | Province(s)                                                    | Année | Critères et notes | Coordonnées | Illus. |
| ---- | ---------------------------------------------------------------------------------- | -------------------------------------------------------------- | ----- | --- | --- | ------ |
| 5065 | Bassin du haut Sepik                                                               | Sandaun, Sepik oriental                                        | 2006  | Mixte, (i), (iii), (iv), (v), (vii), (viii), (ix), (x)                                                                                     | 4° 19′ S, 141° 59′ E |        |
| 5060 | Bassin du Kikori / Grand Plateau papou (en)                                        | Golfe, Hautes-Terres méridionales, Ouest                       | 2006  | Mixte, (iii), (iv), (v), (vii), (viii), (ix), (x)                                                                                          | 6° 20′ S, 143° 07′ E |        |
| 5062 | Complexe Trans-Fly                                                                 | Ouest                                                          | 2006  | Mixte, (v), (vi), (x) | 8° 54′ S, 141° 00′ E |        |
| 5064 | Karsts sublimes de Papouasie-Nouvelle-Guinée                                       | Hautes-Terres méridionales, Nouvelle-Bretagne orientale, Ouest | 2006  | Mixte, (v), (vii), (viii), (ix), (x) Propose trois sites : les monts Nakanai, le plateau Muller et le mur Hindenburg (en)                  | 5° 24′ S, 151° 17′ E 5° 35′ S, 142° 20′ E 5° 12′ S, 141° 18′ E                                                                                |        |
| 5063 | Paysage maritime de la baie de Milne (joyaux pacifiques de la biodiversité marine) | Baie de Milne                                                  | 2006  | Mixte, (iii), (v), (vii), (viii), (ix), (x) Cinq sites : Bramble Haven (en), atoll Conflict (en), île Lunn (en), îles Jomard (en), Samarai | 11° 14′ S, 152° 00′ E 10° 46′ 48″ S, 151° 47′ 31″ E 10° 47′ 13″ S, 152° 00′ 07″ E 11° 15′ 47″ S, 152° 10′ 34″ E 10° 36′ 43″ S, 150° 39′ 54″ E |        |
| 5061 | Piste Kokoda et chaîne Owen Stanley                                                | Centrale, Nord                                                 | 2006  | Mixte, (iii), (v), (vi), (vii), (x) | 8° 53′ S, 147° 44′ E |        |
| 5066 | Terrasses de Huon - Escalier vers le passé                                         | Morobe                                                         | 2006  | Mixte, (iii), (v), (vii), (viii), (ix), (x)                                                                                                | 6° 25′ S, 147° 30′ E |        |